# USS Entemedor (SS-340)
L'USS Entemedor (SS-340) est un sous-marin de classe Balao de l'United States Navy, en service de 1945 à 1972, puis de 1973 à 1987 dans la marine turque.